# Уврар, Жан Пьер
Жан Пьер Уврар (фр. Jean-Pierre Ouvrard; 1948—1992) — французский музыковед и дирижёр.
Один из руководителей Центра исследований Эпохи Возрождения при Турском университете. Автор монографии «Жоскен де Пре и его современники: От записи к звуку (Практическое руководство по исполнению)» (фр. Josquin Desprez et ses contemporains: De l'écrit au sonore: Guide pratique d'interprétation; 1986). Подготовил пионерские издания французского ренессансного композитора Франсуа Реньяра и другой вокальной музыки XVI века.
В 1974 г. основал ансамбль старинной музыки «Ансамбль Жака Модерна» и руководил им до своей смерти.
Памяти Уврара посвящено сочинение композитора Костина Миеряну «Полёт времени».